# Mimosa pithecolobioides
Mimosa pithecolobioides är en ärtväxtart som beskrevs av George Bentham. Mimosa pithecolobioides ingår i släktet mimosor, och familjen ärtväxter. Inga underarter finns listade i Catalogue of Life.